# 毛柄粗皮單棘魨
毛柄粗皮單棘魨，為輻鰭魚綱魨形目鱗魨亞目單棘魨科的其中一種，為熱帶海水魚，西太平洋區，從日本南部至澳洲昆士蘭省海域，棲息深度8-25公尺，體長可達2.5公分，棲息在海草生長的礁石區，生活習性不明。